# Adolfo Obiang Bikó
Adolfo Obiang Bikó (ur. 30 kwietnia 1940) – polityk i pisarz z Gwinei Równikowej.
Pochodzi z wpływowej rodziny ze znaczącym śladem w historii Gwinei, sięgającym początków obecności Hiszpanów w Zatoce Gwinejskiej. Jego dziadek, Ngwanza, był najwyższym wodzem Fangów w kontynentalnej części obecnej Gwinei Równikowej. Wraz z królem Corisco Bonkoro I był również stroną rozlicznych porozumień traktatowych z mocarstwami europejskimi, przede wszystkim z Hiszpanią i Wielką Brytanią. Jego pradziadek natomiast, Obama-Nveiñg, był jednym z przywódców zbrojnego oporu Fangów wobec obecności kolonialnej i został stracony przez Hiszpanów w Puerto Iradier w pierwszej części XIX wieku.
Niejako w zgodzie z rodzinnymi tradycjami wcześnie zaangażował się w rodzący się w Gwinei Hiszpańskiej ruch niepodległościowy. Był członkiem Mutualidad Guineana, stowarzyszenia utworzonego przez gwinejskich uchodźców politycznych w Gabonie, uznawanego za zaczątek późniejszego Ruchu Wyzwolenia Narodowego Gwinei Równikowej (Movimiento Nacional de Liberación de Guinea Ecuatorial, MONALIGE). Zaangażowany następnie czynnie w działalność tej partii, wchodził w skład sekcji zagranicznej jej komitetu wykonawczego. Był jej delegatem na szczyty Organizacji Jedności Afrykańskiej, reprezentował też MONALIGE w Demokratycznej Republice Konga (1964). Oddelegowany przez partię do dalszej aktywności międzynarodowej, był jej obserwatorem politycznym przy ONZ w Nowym Jorku i w USA (1965-1966). Brał udział w pracach Konferencji Konstytucyjnej Gwinei Równikowej, jako reprezentant kierownictwa MONALIGE. Był też jednym z sygnatariuszy artykułów niepodległości młodego kraju.
Jeden z najwcześniejszych przywódców opozycji wobec rządów prezydentów Macíasa Nguemy i Obianga Nguemy Mbasogo, w 1970  był współzałożycielem i stanął na czele Frontu Wyzwolenia Gwinei Równikowej (Frente de Liberación de Guinea Ecuatorial, FRELIGE). Od dekad przebywa na emigracji politycznej, od 2003 mieszka w Stanach Zjednoczonych, posiada również amerykański paszport. Pozostaje przewodniczącym MONALIGE.
Jest autorem licznych książek, tak w języku hiszpańskim jak i w języku angielskim, w tym Fernando Poo, the Myth of Spanish Colonialism. (1994), Equatorial Guinea from Spanish Colonialism to the Discovery of Oil. A Personal Account. (2000), Naked Like the Others: In Prison in Gabon, Africa. (2009) oraz ¡QUIÉN ES QUIÉN! En el submundo del narcotráfico y lavado de dinero negro del Siglo XXI (2019).